# Brian MacPhie
Brian MacPhie (ur. 11 maja 1972 w San Jose) – amerykański tenisista.

## Kariera tenisowa
Jako junior osiągnął w roku 1990 półfinał deblowego Wimbledonu. Wśród juniorskiego rankingu singlistów najwyżej sklasyfikowany był na 6. miejscu, a w zestawieniu deblistów na 8. pozycji.
W zawodowym gronie tenisistów występował w latach 1993–2005.
Wygrywał turnieje zarówno z serii ITF Men's Circuit, jak i ATP Challenger Tour w grze podwójnej, a pierwszy tytuł w turniejach ATP World Tour wywalczył w 1997 roku w rodzinnym San Jose, będąc w parze z Garym Mullerem. Ostatnie turniejowe zwycięstwo z cyklu ATP World Tour odniósł w sezonie 2005, podczas rozgrywek w Los Angeles, wspólnie z Rickiem Leachem. Łącznie wygrał 7 deblowych turniejów rangi ATP World Tour oraz 13 razy grał w finałach. W lutym 2002 roku zajmował swoją najwyższą pozycję w zestawieniu deblistów, będąc na 22. pozycji. W przeciągu całej kariery zarobił na kortach 1 339 489 dolarów amerykańskich.

### Finały w turniejach ATP World Tour
| Legenda                                      |
| -------------------------------------------- |
| Wielki Szlem                                 |
| Igrzyska olimpijskie                         |
| Tennis Masters Cup / ATP Finals              |
| ATP Masters Series / ATP Tour Masters 1000   |
| ATP International Series Gold / ATP Tour 500 |
| ATP International Series / ATP Tour 250      |

#### Gra podwójna (7–13)
| Końcowy wynik | Nr  | Data                | Turniej          | Nawierzchnia  | Partner          | Przeciwnicy                             | Wynik finału         |
| ------------- | --- | ------------------- | ---------------- | ------------- | ---------------- | --------------------------------------- | -------------------- |
| Finalista     | 1.  | 17 kwietnia 1994    | Birmingham       | Ceglana       | David Witt       | Richey Reneberg Christo Van Rensburg    | 6:2, 3:6, 2:6        |
| Finalista     | 2.  | 7 sierpnia 1994     | Los Angeles      | Twarda        | Scott Davis      | John Fitzgerald Mark Woodforde          | 6:4, 2:6, 0:6        |
| Finalista     | 3.  | 31 lipca 1995       | Montreal         | Twarda        | Sandon Stolle    | Jewgienij Kafielnikow Andriej Olchowski | 4:6, 4:6             |
| Finalista     | 4.  | 17 marca 1996       | Indian Wells     | Twarda        | Michael Tebbutt  | Todd Woodbridge Mark Woodforde          | 6:1, 2:6, 2:6        |
| Zwycięzca     | 1.  | 16 lutego 1997      | San Jose         | Twarda (hala) | Gary Muller      | Mark Knowles Daniel Nestor              | 4:6, 7:6, 7:5        |
| Finalista     | 5.  | 18 kwietnia 1999    | Tokio            | Twarda        | Wayne Black      | Jeff Tarango Daniel Vacek               | 3:4 krecz            |
| Finalista     | 6.  | 9 maja 1999         | Delray Beach     | Ceglana       | Doug Flach       | Maks Mirny Nenad Zimonjić               | 6:7(3), 6:3, 3:6     |
| Finalista     | 7.  | 1 sierpnia 1999     | Los Angeles      | Twarda        | Goran Ivanišević | Byron Black Wayne Ferreira              | 2:6, 6:7(4)          |
| Zwycięzca     | 2.  | 5 marca 2000        | Delray Beach     | Twarda        | Nenad Zimonjić   | Joshua Eagle Andrew Florent             | 7:5, 6:4             |
| Zwycięzca     | 3.  | 4 marca 2001        | San Jose         | Twarda (hala) | Mark Knowles     | Jan-Michael Gambill Jonathan Stark      | 6:3, 7:6(4)          |
| Zwycięzca     | 4.  | 19 sierpnia 2001    | Indianapolis     | Twarda        | Mark Knowles     | Mahesh Bhupathi Sébastien Lareau        | 7:6(5), 5:7, 6:4     |
| Zwycięzca     | 5.  | 24 lutego 2002      | Memphis          | Twarda (hala) | Nenad Zimonjić   | Bob Bryan Mike Bryan                    | 6:3, 3:6, 10–4       |
| Finalista     | 8.  | 23 czerwca 2002     | ’s-Hertogenbosch | Trawiasta     | Paul Haarhuis    | Martin Damm Cyril Suk                   | 6:7(6), 7:6(6), 4:6  |
| Finalista     | 9.  | 4 maja 2003         | Walencja         | Ceglana       | Nenad Zimonjić   | Lucas Arnold Ker Mariano Hood           | 1:6, 7:6(7), 4:6     |
| Finalista     | 10. | 15 lutego 2004      | San Jose         | Twarda (hala) | Rick Leach       | James Blake Mardy Fish                  | 2:6, 5:7             |
| Zwycięzca     | 6.  | 7 marca 2004        | Scottsdale       | Twarda        | Rick Leach       | Jeff Coetzee Chris Haggard              | 6:3, 6:1             |
| Finalista     | 11. | 18 kwietnia 2004    | Houston          | Ceglana       | Rick Leach       | James Blake Mardy Fish                  | 3:6, 4:6             |
| Finalista     | 12. | 20 czerwca 2004     | Nottingham       | Trawiasta     | Rick Leach       | Paul Hanley Todd Woodbridge             | 4:6, 3:6             |
| Finalista     | 13. | 3 października 2004 | Szanghaj         | Twarda        | Rick Leach       | Jared Palmer Pavel Vízner               | 6:4, 6:7(4), 6:7(11) |
| Zwycięzca     | 7.  | 31 lipca 2005       | Los Angeles      | Twarda        | Rick Leach       | Jonatan Erlich Andy Ram                 | 6:3, 6:4             |